# Косма, Гжегож
Гже́гож Стани́слав Ко́сма (пол. Grzegorz Stanisław Kosma; 2 марта 1957, Лодзь — 6 мая 2017, Константынув-Лодзинский) — польский гандболист, защитник. Выступал за сборную Польши по гандболу в конце 1970-х — начале 1980-х годов, серебряный призёр Кубка мира, бронзовый призёр чемпионата мира в ФРГ и соревнований «Дружба-84», участник летних Олимпийских игр в Москве.

## Биография
Гжегож Косма родился 2 марта 1957 года в городе Лодзь. Начинал заниматься гандболом в возрасте двенадцати лет в 1969 году в местном лодзинском клубе «Анилана», затем в период 1971—1974 годов играл в команде «Лодзянка», после чего вернулся обратно в «Анилану».
В 1977 году одержал победу на Кубке Польши по гандболу.
Первого серьёзного успеха на взрослом международном уровне добился в 1979 году, когда вошёл в основной состав польской национальной сборной и побывал на Кубке мира в Швеции, откуда привёз награду серебряного достоинства — в финале поляки уступили сборной СССР.
Благодаря череде удачных выступлений удостоился права защищать честь страны на летних Олимпийских играх 1980 года в Москве — Польша выиграла у Кубы и Дании, тогда как Испании и ГДР проиграла, а с Венгрией сыграла вничью. Таким образом, в итоговом протоколе соревнований поляки расположились на седьмой позиции. Косма при этом выходил на площадку во всех пяти играх своей команды и забросил три мяча. 
После московской Олимпиады Гжегож Косма остался в основном составе польской национальной сборной и продолжил принимать участие в крупнейших международных соревнованиях. Так, в 1982 года он выступил на чемпионате мира в ФРГ, где завоевал бронзовую медаль.
В 1983 году со своим клубом «Анилана Лодзь» одержал победу на чемпионате Польши по гандболу.
Рассматривался в числе основных кандидатов на участие в Олимпийских играх 1984 года в Лос-Анджелесе, однако Польша вместе с несколькими другими странами социалистического лагеря бойкотировала эти соревнования по политическим причинам. Вместо этого он сыграл на альтернативном турнире «Дружба-84» в ГДР и стал здесь бронзовым призёром. В общей сложности Косма сыграл за польcкую национальную сборную 158 матчей, забросив в них 355 голов.
Умер 6 мая 2017 года в городе Константынув-Лодзинский в возрасте 60 лет.